# Gabriel Gonzaga
Gabriel Gonzaga (Rio de Janeiro, Brazil, 18. svibnja 1979.) je brazilski profesionalni borac mješovitih borilačkih vještina (MMA) koji se natjecao unutar američke UFC (Ultimate Fight Championship) borilačke organizacije. Ima crni pojas u brazilskom jiu jitsuu te je bivši član Chute Boxe akademije. Tijekom MMA karijere bio je član američke momčadi Team Link iz Massachusettsa gdje i danas živi sa svojom obitelji.
Najveću ultimate fight pobjedu, Gonzaga je ostvario 21. travnja 2007. pobijedivši legendarnog hrvatskog borca Mirka "Cro Cop" Filipovića njegovim "oružjem" - visokim high kickom u glavu. Tom pobjedom osigurao si je borbu za naslov prvaka u superteškoj kategoriji protiv Randyja Couturea. Međutim, Gonzaga nije iskoristio priliku, te je izgubio tehničkim nokautom (udarci).
2004. osvojio je Mundijal, najbolje i najcjenjenije natjecanje u jiu jitsuu na svijetu.

## MMA karijera

### UFC
Gabriel Gonzaga je tokom svoje karijere skupio ukupno 11 pobjeda i 5 poraza. Natjecajući se u američkom UFC-u, Gonzaga je ostvario 7 pobjeda i 4 poraza.
Svoj debi u ultimate fight borbama imao je 4. travnja 2003. u Brazil|brazilskom Santosu, protiv borca Cicero Cicero. Gonzaga pobijeđuje u borbi nakon sudačkog prekida u prvoj rundi zbog jake serije udaraca.
Debi u Ultimate Fight Championshipu, imao je na turniru UFC 56 održanom u Las Vegasu, protiv Amerikanca Kevina Jordana. Gozngaga pobjeduđuje nakon četiri i pol minute 3. runde. Međutim, borac je napomenuo da njegov debi nije prošao bez komplikacija. Naime, tjedan dana prije borbe njegova supruga je imala porođajnih komplikacija, te je izgubila jednog blizanca kojeg je nosila. Zbog supruginih porođajnih problema, Gonzaga se nije mogao u potpunosti posvetiti treninzima i predstojećoj borbi.
Nakon pobjede nad Jordanom, slijedi Gonzagin niz pobjeda u UFC-u. Na turnirima UFC 60 i UFC 66, Gonzaga udarcima i polugom pobjeđuje protivnike, kao što su Fabiano Scherner i Carmelo Marrero. Na turniru UFC 70 koji je održan u engleskom Manchesteru, Gabriel Gonzaga neočekivano pobjeđuje slavnog hrvatskog borca Mirka "Cro Cop" Filipovića. Brazilac Cro Copa pobjeđuje njegovim "najjačim oružjem", visokim desnim high-kickom u glavu, kojim je Mirko odmah nokautiran. Upravo je taj nokaut proglašen najboljim nokautom turnira UFC 70.
Gonzagi je niz od 4 pobjeda u UFC-u omogućio da se na turniru UFC 74 bori za naslov superteškog prvaka. Potivnik mu je bio Randy "The Natural" Couture, tada aktualni superteški prvak. U odličnoj borbi, Gonzaga je poražen u trećoj rundi nakon tehničkog nokauta udarcima. Borba je proglašena najboljom borbom večeri na tom turniru.
Na turniru UFC 80, Gonzaga se pojavljuje s "pretučenim licem" što je zadobio iz prijašnje borbe s Randyjem Coutureom. Na tom turniru poražen je od sunarodnjaka Fabrizija Werduma. Werdum je bivši Cro Copov učitelj jiu-jitsu te nekadašnji svjetski prvak u tom sportu. Gonzaga je od Werduma poražen na isti način kao i od Couturea.
Na UFC 86 Gonzaga se vraća pobjedama. Protivnika Justina McCullya na početku prve runde obara na tlo nakon snažnog udarca nogom. McCully zauzima polugard te se brzo podiže na noge, no Gonzaga ga pobjeđuje sudačkim prekidom.
Na sljedećem turniru, Gonzaga pobjeđuje novaka u UFC-u, Josha Hendricksa s nokautom višestrukim udarcima.
Nakon toga, Gabriel Gonzaga suočio se s respektabilnim borcem su superteškoj kategoriji - Shaneom Carwinom. Nakon prvih 30 sekundi borbe, Gonzaga napada Carwina s aperkatom i dva udarca lijevom rukom, kojim mu razbija nos. Nakon toga, borba se nastavlja na tlu, gdje je Carwin snažnim desnim udarcem nokautirao Gonzagu. Sudac je prekinuo borbu nakon svega 69 sekundi, čime je Gonzaga četvrti puta u karijeri poražen.
Na turniru UFC 102 u Portlandu, Gonzagi se suprotstavio Chris Tuchscherer. Brazilac je svojeg protivnika porazio nakon 2:27 minuta prve runde. Meč je bio kontroverzan, jer je Gonzaga koristio zabranjene niske udarce u prepone. Nakon što je Tuchschereru pružena liječnička pomoć, meč je nastavljen. U nastavku je uslijedio Gonzagin snažan udarac glavom te Brazilac nastavlja dominirati u borbi, koja završava tehničkim nokautom nakon serije udaraca.
Na turniru UFC 108, Gonzaga se trebao boriti protiv sunarodnjaka Juniora dos Santosa, no meč je otkazan zbog infekcije stafilokokom jednog od borca. Meč između ova dva boraca, u konačnici je održan 21. ožujka 2010. gdje Dos Santos pobjeđuje.
U borbi protiv američkog borca Brendana Schauba na turniru UFC 121 poražen je nakon anonimne odluke sudaca. Nakon tog poraza, Gonzaga je 28. listopada 2010. na svojem Twitter profilu napisao da napušta UFC te će se od sada boriti samo na jiu-jitsu turnirima. No, samo jedna pobjeda izvan elitne promocije vratila je ovog majstora BJJ-a u kavez. Tada mu je karijera ponovno krenula strelovitim tempom prema gore te je Brazilac u narednih pet UFC dvoboja ubilježio čak četiri slavlja i to sva četiri prekidom. Jedna od značajnijih pobjeda iz toga razdoblja bila je nad Daveom Hermanom kojeg je Gonzaga nokautirao u svega 17 sekundi.
Ipak, u posljednja dva nastupa je ponovno pao u svojevrsnu krizu te su ga svladali američki Hrvat Stipe Miočić i Matt Mitrione. Nakon osam godina uslijedio je Cro Copov revanš za poraz od Gonzage na UFC-ovom eventu koji se po prvi puta održao u Poljskoj. Mirko Filipović pobijedio je Napaa prekidom nakon serije udaraca laktovima i šakama i time toliko željenu osvetu za najteži poraz u karijeri. Sama borba proglašena je najboljom borbom večeri.
Nakon toga uslijedio je meč protiv ruskog protivnika Erokhina u kojoj je slavio Gonzaga odlukom sudaca. Svoju posljednju borbu ali i poraz, Gonzaga je doživio 10. travnja 2016. na UFC-ovom eventu u Zagrebu gdje ga je nokautirao američki protivnik Derrick Lewis.
Krajem rujna iste godine objavljeno je da se Napão povlači iz mješovitih borbi dok je 14. rujna 2017. najavljeno da Gonzaga postaje profesionalni boksač a svoj debi imat će u promociji Rivera Promotions Entertainment.

### UFC nagrade
Gonzaga je ostvario zapažen nastup na UFC borbama te je dosad nagrađen za:
- Najbolji nokaut večeri (protiv Mirka "Cro Cop" Filipovića)
- Najbolja borba večeri (protiv Randyja Couturea)

Iako je prije meča protiv Mirka Filipovića, Gabriel Gonzaga bio apsolutni outsajder, iscrpljenog Cro Copa pobijedio je njegovim najubojitijim udarcem - visokim high kickom.
Borba protiv Randyja Couturea bila je za naslov UFC prvaka u super-teškoj kategoriji. Međutim, Gonzaga je poražen tehničkim nokautom u 3. rundi. Sjajnom prezentacijom oba borca, njihova borba je proglašena najboljom na turniru UFC 74.

## Osvojeni trofeji izvan UFC-a
| Brazil                                               | Brazil | Brazil |
| Turnir                                               | Godina | Trofej |
| ---------------------------------------------------- | ------ | ------ |
| Svj. prvenstvo Super-Pesado                          | 2000.  | Bronca |
| CBJJO Copa Do Mundo Pesadissimo (crni pojas)         | 2003.  | Srebro |
| CBJJO Copa Do Mundo Absolute (crni pojas)            | 2003.  | Srebro |
| CBJJO Copa Do Mundo Pesadissimo (crni pojas)         | 2005.  | Srebro |
| CBJJO Copa Do Mundo Black Belt Absolute (crni pojas) | 2005.  | Bronca |
| CBJJO Copa Do Mundo Pesadissimo (crni pojas)         | 2006.  | Zlato  |
| CBJJ Mundials Pesadissimo (crni pojas)               | 2006.  | Zlato  |

## Skor u hrvačkom prvenstvu
Pobjede:
- Mustapha al-Turk, Ricco Rodriguez, Marcio Cruz, Eduardo Telles (bodovanje)

Porazi
- Jeff Monson (bodovanje), Xande Ribeiro (odluka sudaca)

## MMA borbe
| Rezultat | Omjer   | Protivnik          | Razlog                  | Turnir                                                    | Datum       | Runda | Vrijeme | Mjesto održavanja        |
| -------- | ------- | ------------------ | ----------------------- | --------------------------------------------------------- | ----------- | ----- | ------- | ------------------------ |
| Poraz    | 17-11-0 | Derrick Lewis      | KO (udarci)             | UFC Fight Night: Rothwell vs. dos Santos                  | 10-04-2016. | 1     | 4:48    | Zagreb, Hrvatska         |
| Pobjeda  | 17-10-0 | Konstantin Erokhin | Odluka sudaca           | The Ultimate Fighter: Team McGregor vs. Team Faber Finale | 11-12-2015. | 3     | 5:00    | Las Vegas, Nevada        |
| Poraz    | 16-10-0 | Mirko Filipović    | KO (laktovi i udarci)   | UFC Fight Night: Gonzaga vs. Cro Cop 2                    | 11-04-2015. | 3     | 3:30    | Kraków, Poljska          |
| Poraz    | 16-9-0  | Matt Mitrione      | KO (udarci)             | UFC on Fox: dos Santos vs. Miocic                         | 13-12-2014. | 1     | 1:59    | Phoenix, Arizona         |
| Poraz    | 16-8-0  | Stipe Miocic       | Odluka sudaca           | UFC on Fox: Henderson vs. Thomson                         | 25-01-2014. | 3     | 5:00    | Chicago, Illinois        |
| Pobjeda  | 16-7-0  | Shawn Jordan       | KO (udarci)             | UFC 166                                                   | 19-10-2013. | 1     | 1:33    | Houston, Texas           |
| Pobjeda  | 15-7-0  | Dave Herman        | KO (udarci)             | UFC 162                                                   | 06-07-2013. | 1     | 0:17    | Las Vegas, Nevada        |
| Poraz    | 14-7-0  | Travis Browne      | KO (laktovi)            | Travis Browne                                             | 13-04-2013. | 1     | 1:11    | Las Vegas, Nevada        |
| Pobjeda  | 14-6-0  | Ben Rothwell       | Prekid (gušenje)        | UFC on FX: Belfort vs. Bisping                            | 19-01-2013. | 2     | 1:01    | São Paulo, Brazil        |
| Pobjeda  | 13-6-0  | Ednaldo Oliveira   | Prekid (gušenje)        | UFC 142                                                   | 14-01-2012. | 1     | 3:22    | Rio de Janeiro, Brazil   |
| Pobjeda  | 12-6-0  | Parker Porter      | Prekid (gušenje)        | Reality Fighting: Gonzaga vs. Porter                      | 08-10-2011. | 3     | 1:50    | Uncasville, Connecticut  |
| Poraz    | 11-6-0  | Brendan Schaub     | Odluka sudaca           | UFC 121: Lesnar vs. Velasquez                             | 23-10-2010. | 3     | 5:00    | Anaheim, Kalifornija     |
| Poraz    | 11-5-0  | Junior dos Santos  | KO (udarci)             | UFC LIVE: Vera vs. Jones                                  | 21-03-2010. | 1     | 3:53    | Broomfield, Colorado     |
| Pobjeda  | 11-4-0  | Chris Tuchscherer  | TKO (udarci)            | UFC 102: Couture vs. Nogueira                             | 29-08-2009. | 1     | 2:27    | Portland, Oregon         |
| Poraz    | 10-4-0  | Shane Carwin       | KO (udarac)             | UFC 96: Jackson vs. Jardine                               | 07-03-2009. | 1     | 1:09    | Columbus, Ohio           |
| Pobjeda  | 10-3-0  | Josh Hendricks     | KO (udarci)             | UFC 91: Couture vs. Lesnar                                | 15-11-2008. | 1     | 1:01    | Las Vegas, Nevada        |
| Pobjeda  | 9-3-0   | Justin McCully     | Predaja                 | UFC 86: Jackson vs. Griffin                               | 05-07-2008. | 1     | 1:57    | Las Vegas, Nevada        |
| Poraz    | 8-3-0   | Fabricio Werdum    | TKO (udarci)            | UFC 80: Rapid Fire                                        | 19-01-2008. | 2     | 4:34    | Newcastle, Engleska      |
| Poraz    | 8-2-0   | Randy Couture      | TKO (udarci)            | UFC 74: Respect                                           | 25-08-2007. | 3     | 1:37    | Las Vegas, Nevada        |
| Pobjeda  | 8-1-0   | Mirko Filipović    | KO (high kick u glavu)  | UFC 70: Nations Collide                                   | 21-04-2007. | 1     | 4:51    | Manchester, Engleska     |
| Pobjeda  | 7-1-0   | Carmelo Marrero    | Prekid (poluga na ruci) | UFC 66: Liddell vs Ortiz II                               | 30-12-2006. | 1     | 3:22    | Las Vegas, Nevada        |
| Pobjeda  | 6-1-0   | Fabiano Scherner   | TKO (udarci)            | UFC 60: Hughes vs Gracie                                  | 27-05-2006. | 2     | 0:24    | Los Angeles, Kalifornija |
| Pobjeda  | 5-1-0   | Kevin Jordan       | KO (Superman udarac)    | UFC 56: Full Force                                        | 19-11-2005. | 3     | 4:39    | Las Vegas, Nevada        |
| Pobjeda  | 4-1-0   | Walter Farias      | Prekid (gušenje)        | Shooto Brazil: Never Shake                                | 23-10-2004. | 2     | ---     | São Paulo, Brazil        |
| Pobjeda  | 3-1-0   | Charlie Brown      | Prekid                  | JF 2: Jungle Fight 2                                      | 15-05-2004. | 3     | ---     | Manaus, Brazil           |
| Poraz    | 2-1-0   | Fabricio Werdum    | TKO (udarci)            | JF 1: Jungle Fight 1                                      | 13-09-2003. | 3     | 2:11    | Manaus, Brazil           |
| Pobjeda  | 2-0-0   | Branden Lee Hinkle | Prekid (gušenje)        | Meca 9: Meca World Vale Tudo 9                            | 1-08-2003.  | 1     | 3:54    | Rio de Janeiro, Brazil   |
| Pobjeda  | 1-0-0   | Cicero Costa       | Prekid (udarci)         | BG 2: Brazilian Gladiators 2                              | 02-04-2003. | 1     | ---     | Santos, Brazil           |

## Privatni život
Gonzaga je oženjen, te sa suprugom ima kćer i sina. Iako je supruga tokom trudnoće nosila blizanke, druga kćer Leticia je nažalost umrla prilikom rođenja.

## Vanjske poveznice
- Službena web stranica borca  Arhivirana inačica izvorne stranice od 27. ožujka 2010. (Wayback Machine)
- Službena web stranica Team Linka
- Gonzagin skor u MMA